# Synagoga Cytronów w Białymstoku
Synagoga Cytronów w Białymstoku – synagoga znajdująca się w Białymstoku przy ulicy Ludwika Waryńskiego 24a. Od 1945 roku do końca lat 60. była główną synagogą białostockich Żydów.

## Historia
Synagoga została zbudowana w latach 1936–1939 z inicjatywy i funduszy rodziny Cytronów. Uroczyście otwarta w obecności władz miejskich i wojewody białostockiego, jeszcze przed wybuchem II wojny światowej. Po jej wybuchu pełniła nielegalnie swoje funkcje w getcie białostockim. Od czasu zakończenia wojny do końca lat 60. służyła niewielkiej Kongregacji Wyznania Mojżeszowego w Białymstoku jako główna modlitewnia, miejsce akademii żałobnych i przedstawień teatralnych.
Po likwidacji kongregacji synagoga przez wiele lat służyła jako siedziba lokalnej spółdzielni krawieckiej. Od 1993 roku znajduje się w niej Galeria im. Sleńdzińskich. W latach 90. XX wieku pod podłogą znaleziono liczne karty i fragmenty modlitewników, które zostały przewiezione do Muzeum Historycznego.
Murowany budynek synagogi wzniesiono na planie prostokąta, w stylu nawiązującym do modernizmu. Synagoga wewnątrz była bardzo bogato zdobiona. Sufit wykonano z egzotycznych gatunków drewna, malowidła przedstawiały motywy zwierzęce, roślinne oraz tematy biblijne. Najciekawszym elementem synagogi był świecznik ze 150 punktami świetlnymi.
W 1979 roku został zniszczony drewniany kasetonowy strop głównej sali modlitewnej, z polichromiami na obrzeżach. Do dzisiaj zachowała się bardzo mała liczba oryginalnych elementów wyposażenia bożnicy.
Synagoga Cytronów jest jednym z punktów otwartego w czerwcu 2008 roku. Szlaku Dziedzictwa Żydowskiego w Białymstoku opracowanego przez grupę doktorantów i studentów Uniwersytetu w Białymstoku – wolontariuszy Fundacji Uniwersytetu w Białymstoku.